# Alex Harris
Alexander Harris (ur. 30 stycznia 1986 w Alameda) -  amerykański koszykarz, grający na pozycjach rzucającego obrońcy lub niskiego skrzydłowego, obecnie zawodnik Hapoel Ramat Gan Givataim.
W latach 2010–2012 zawodnik klubu BBL - EnBW Ludwigsburg. W Polsce występował w Turowie Zgorzelec, z którym zdobył wicemistrzostwo Polski w 2009, a następnie w sezonie 2009/2010 zawodnik Czarnych Słupsk.
9 sierpnia 2017 został zawodnikiem argentyńskiego Regatas Corrientes. 10 grudnia 2018 dołączył do izraelskiego Hapoel Ramat Gan Givataim.

## Osiągnięcia
Stan na 10 sierpnia 2017, na podstawie, o ile nie zaznaczono inaczej.
NCAA
- Mistrz sezonu regularnego konferencji Big West (2008)
- Koszykarz roku konferencji Big West (2008)[2]
- Zaliczony do:
  - I składu:
    - Big West (2007, 2008)
    - najlepszych pierwszorocznych zawodników Big West (2005)

  - składu honorable mention All-American (2008 przez Associated Press)

Drużynowe
- Wicemistrzostwo Polski (2009)
- Zdobywca Superpucharu Cypru (2016)[2]

Indywidualne
- Uczestnik meczu gwiazd:
  - niemieckiej Bundesligi (2011)
  - ligi cypryjskiej (2016)[2]

## Statystyki podczas występów w PLK
| Sezon     | Drużyna              | M  | S5 | MPG  | FG% | 3P% | FT% | RPG | APG | SPG | BPG | PPG |
| --------- | -------------------- | -- | -- | ---- | --- | --- | --- | --- | --- | --- | --- | --- |
| 2008/2009 | PGE Turów Zgorzelec  | 34 | 3  | 16,5 | 40% | 39% | 80% | 2,1 | 0,8 | 0,6 | 0,1 | 7,2 |
| 2009/2010 | Energa Czarni Słupsk | 30 | 22 | 25,0 | 39% | 38% | 81% | 3,0 | 1,4 | 1,1 | 0,1 | 9,7 |